# Ivánka család

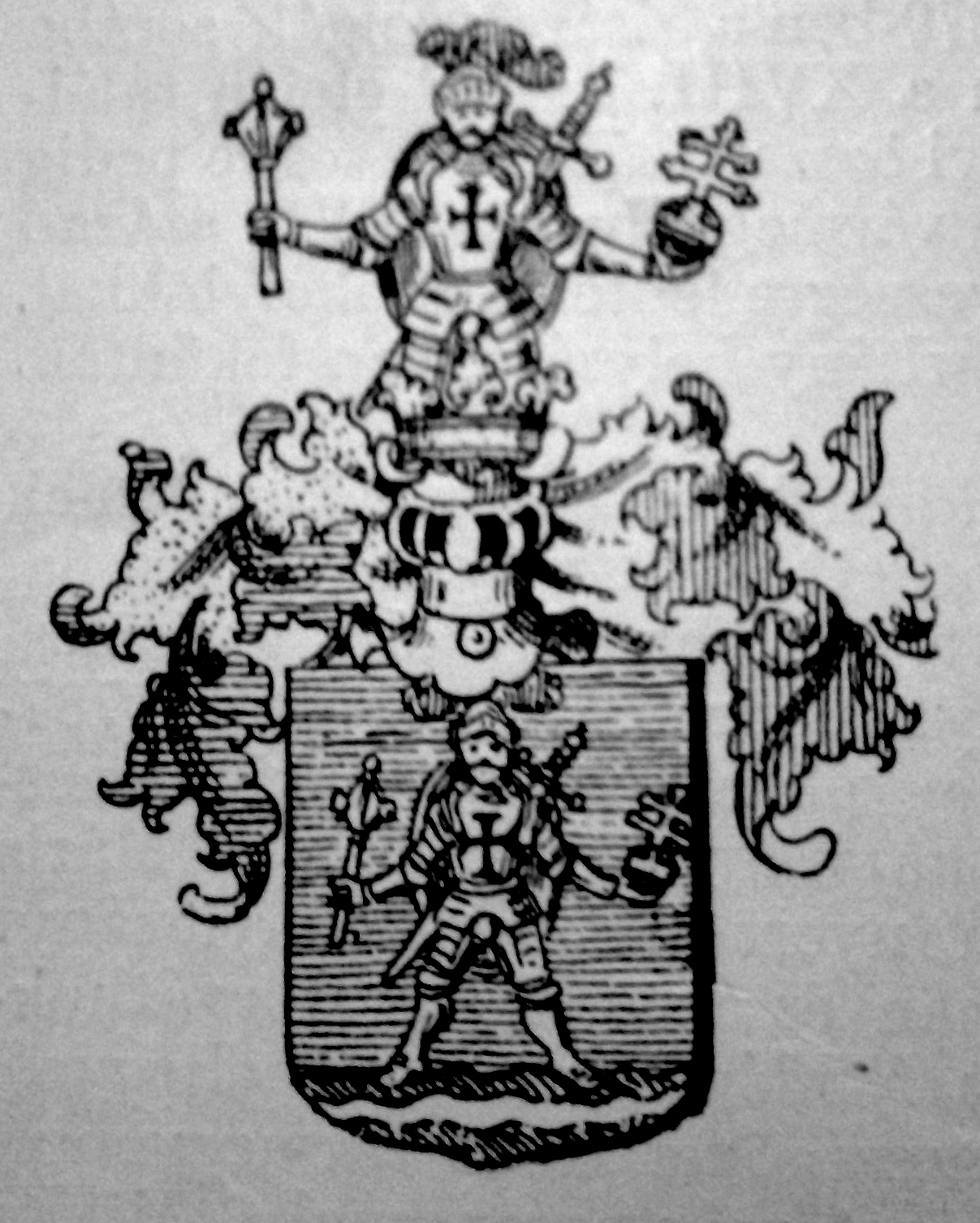
Az Ivánka család címere

A draskóczi és jordánföldi nemes és báró Ivánka család egy ősrégi magyar nemesi család, mely az Árpád-korból származik.

## Története
A család őse, Ivanich, akit IV. Béla király a Turóc vármegye területén fekvő Draskóc község határában lévő jordánföldi uradalom birtokában megerősített egy 1262-es adománylevéllel. Egy 1266-ból származó adománylevél is fennmaradt, mely Drask és Miklós nevezetű testvérek nevére szól. A családi legenda szerint az első ősük egy bizonyos Erden vagy Endre (Ivanich édesapja), aki 1218-ban a Szentföldről hazatérve II. András királytól szintén királyi adománylevélben a turóci uradalmat kapta. Állítólag ez az adománylevél a tatárjárás során megsemmisült.
A családtagok később is udvari hivatalnokok voltak, így több birtokot is megszereztek. Így például Ivánka István Mária királynőtől a nógrádi Halap községet kapta. Az idők folyamán a zniói uradalmat is megszerezték, azonban ezt Ivánka Dénes elzálogosította a premontreieknek, majd a jezsuitáké lett. Ezt a területet később sem sikerült a zálogból visszaváltaniuk, a XX. század elején már a katolikus tanulmányi alap tulajdona volt.
Az Ivánkák több ágra szakadtak, így Abaúj vármegye, Hont vármegye és Nógrád vármegye területére is átszármaztak. IV. Károly király 1916-os koronázásakor Ivánka László földbirtokos bárói méltóságot kapott. Ez a bárói ág sajnálatosan 1965-ben, a báróságot kapott László unokájával, az USA-ba emigrált Istvánnal kihalt.

## Jelentősebb családtagok
- Ivánka Imre (1818–1896) Batthyány Lajos miniszterelnök titkára, nemzetőrparancsnok, vasúttulajdonos
- Ivánka László (1854–1934) huszárfőhadnagy, politikus, a család bárói címének szerzője
- Ivánka Oszkár (1852–1936) jogász, politikus, császári és királyi kamarás
- Ivánka Sámuel (1826–1884) zenepedagógus
- Ivánka Zsigmond (1817–1902) nagybirtokos, politikus
- Ivánka Endre (1902–1974) klasszika-filológus, bizantinológus, filozófiatörténész
- Ivánka István (1855-1919) költő, lapszerkesztő, politikus, gazdasági szakíró, Hont vármegye utolsó főispánja (1913-19 között)